# 利兹三一大学
利茲三一大學（Leeds Trinity University）是位於英國西約克郡霍斯福斯的一所大學，1966年由兩所天主教教師培訓學院合併而成，1991年成為利茲大學下屬學院，2009年獲得大學學院資格，2012年12月獲大學資格。
根據2013年衛報大學指南，該大學的教育學生滿意度位於全英前10%中。 2012年全國學生普查時平均學生滿意度是86%。

## 历史
1966年，两所位于约克郡的天主教会教师培训学校成立以应对战后婴儿潮带来的教师短缺：三一学院（只收女生）和诸圣学院（All Saints，限男生）。
1980年，两校合并，只有同一个校长。
1970年11月，为了学校存续，Kean建议并展开了学校学科多元化运动，开始提供人文、语言、数学、科学、社会学、环境学的课程。然而在1980年合并后，为了削减成本，部分不赚钱的学科（语言学和艺术系，之后还有音乐、科学和表演系）被砍掉。学校始终保持了罗马天主教本色。
1990年代，由于新大学诸如林肯大学、亨德斯菲尔德大学和利兹都会大学（均为1992年升格的大学）的竞争以及当时约翰梅哲政府削减小型高等教育机构开支的政策影响，学院再度面临挑战。
1991年，利兹三一学院加入利兹大学成为加盟学院。
2009年，三一学院自枢密院获得颁发授课型学位的独立资格。
2012年，由于政府将大学在校生人数门槛从4000降到1000，利兹三一学院正式成为大学。

## 外部連結
- Leeds Trinity University（页面存档备份，存于）